# Station Ronglan
Station Ronglan  is een station in Ronglan in de gemeente Levanger in Noorwegen. Het station dateert uit 1902 en is ontworpen door Paul Due. Het wordt bediend door de stoptreinen van lijn 26 die rijden tussen Steinkjer en Trondheim. 